# Lignières-Sonneville
Lignières-Sonneville korábbi község Franciaországban, Charente megyében. Lakosainak száma 568 fő (2018. január 1.). Lignières-Sonneville Ambleville, Bonneuil, Criteuil-la-Magdeleine, Juillac-le-Coq, Saint-Preuil, Segonzac és Touzac községekkel határos.
2022. január 1-jén Ambleville korábbi községgel egyesült és az így létrejött Lignières-Ambleville új község része lett.

## Népesség
A település népességének változása:
| Lakosok száma | 701  | 615  | 597  | 613  | 586  | 627  | 613  | 601  | 585  | 568  |
|               | 1968 | 1975 | 1982 | 1999 | 2006 | 2011 | 2013 | 2016 | 2017 | 2018 |